# Communauté rurale de Ndendory
La communauté rurale de Ndendory (ex Sinthiou Bamambé) est une communauté rurale du Sénégal située à l'est du pays. 
Elle fait partie de l'arrondissement de Wouro Sidy, du département de Kanel et de la région de Matam.